# Інтеграл Виноградова
Інтеграл Виноградова — кратний інтеграл виду:
де
є середнім значенням степені 2k модуля тригонометричної суми. Теорема Виноградова про оцінку величини цього інтеграла — теорема про середнє — лежить в основі оцінок сум Вейля.